# 存疑性活動斷層
存疑性活動斷層，是台灣經濟部中央地質調查所針對活動斷層所提出的一種分類，是指有可能為活動斷層的斷層，包括對斷層的存在性、活動時代、及再活動性具有存疑者。
若滿足以下三種標準，即可歸類為存疑性活動斷層：

1. 將第四紀岩層錯移之斷層。
2. 將紅土緩起伏面錯移之斷層。
3. 地形呈現活動斷層特徵，但缺乏地質資料佐證者。

### 脚注
1. ↑  . 台灣地質知識服務網.   [2020-09-03]. （原始内容存档于2021-02-02）.

### 外链
- 經濟部中央地質調查所 （页面存档备份，存于）
- 台灣地質知識服務網 （页面存档备份，存于）